# Lijst van Stolpersteine in Waalwijk

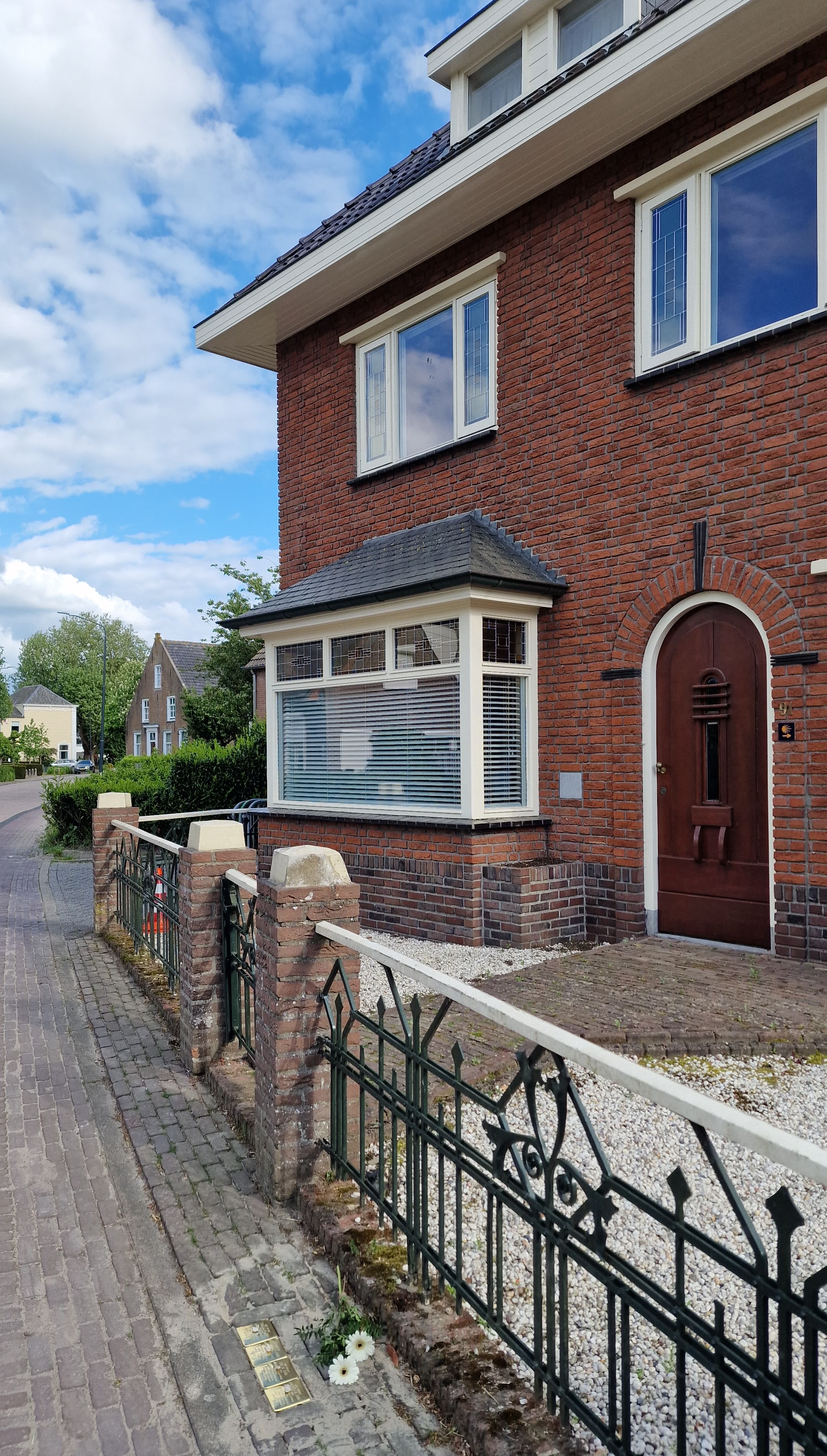
Stolpersteine in Waspik voor de familie De Jong

De lijst van Stolpersteine in Waalwijk geeft een overzicht van de gedenkstenen die in de gemeente Waalwijk in de Nederlandse provincie Noord-Brabant zijn geplaatst in het kader van het Stolpersteine-project van de Duitse beeldhouwer-kunstenaar Gunter Demnig.
Stolpersteine zijn opgedragen aan slachtoffers van het nationaalsocialisme, al diegenen die zijn vervolgd, gedeporteerd, vermoord, gedwongen te emigreren of tot zelfmoord gedreven door het nazi-regime. Demnig legt voor elk slachtoffer een aparte steen, meestal voor de laatste zelfgekozen woning.
Omdat het Stolpersteine-project doorloopt, kan deze lijst onvolledig zijn.

## Stolpersteine
In gemeente Waalwijk liggen vier Stolpersteine in Waspik.

### Waspik
In Waspik liggen vier Stolpersteine op een adres.
| Afbeelding | Inscriptie | Adres                            | Herdachte persoon           |
| ---------- | --- | -------------------------------- | --------------------------- |
|            | HIER WOONDE ABRAHAM DE JONG GEB. 1891 GEARRESTEERD 8-9-1942 BRUSSEL GEDEPORTEERD 24-10-1942 UIT DOSSIN MECHELEN VERMOORD 27-10-1942 AUSCHWITZ | Benedenkerkstraat 91 Kaart (OSM) | Abraham de Jong (1891-1942) |
|            | HIER WOONDE ANDRIES DE JONG GEB. 1899 GEARRESTEERD 8-9-1942 BRUSSEL GEDEPORTEERD 24-10-1942 UIT DOSSIN MECHELEN VERMOORD 27-10-1942 AUSCHWITZ | Benedenkerkstraat 91 Kaart (OSM) | Andries de Jong (1899-1942) |
|            | HIER WOONDE EVA DE JONG GEB. 1894 GEARRESTEERD 8-9-1942 BRUSSEL GEDEPORTEERD 24-10-1942 UIT DOSSIN MECHELEN VERMOORD 27-10-1942 AUSCHWITZ     | Benedenkerkstraat 91 Kaart (OSM) | Eva de Jong (1894-1942)     |
|            | HIER WOONDE ROSETTA DE JONG GEB. 1888 GEARRESTEERD 8-9-1942 BRUSSEL GEDEPORTEERD 24-10-1942 UIT DOSSIN MECHELEN VERMOORD 27-10-1942 AUSCHWITZ | Benedenkerkstraat 91 Kaart (OSM) | Rosetta de Jong (1888-1942) |

## Data van plaatsingen
- 4 mei 2025: Waspik: vier Stolpersteine op Benedenkerkstraat 91